# گوان یو
گوان یو (درگذشت در ۱۹ فوریه ۲۲۰) یک افسر جنگ‌سالار لیو بی در دوران زمام‌داری سلسله هان بود. او بزرگ‌ترین سردار جنگآور زمان خود بود و نقش برجسته‌ای در جنگ داخلی که منجر به نابودی سلسله هان شد، داشت و باعث ایجاد امپراتوری لیو بی، پادشاهی شو شد. او چند سالی هم به سائو سائو خدمت کرد و توانست در جنگ گواندو فرماندهان ارشد ارتش یوان شائو (ون چو و یانگ لیانگ) را بکشد. در ژاپن انیمه‌ای به نام افسانه سه برادر به بررسی زندگی او و برادرانش پرداخته‌است. سلاح معروف وی که در جنگ‌ها مورد استفاده قرار می‌داد گوان دائو بود. هنگامی که لیوبی خود را پادشاه هانژونگ نامید گوان یو مغرور شد و به دنبال کسب موفقیتی برای لیو بی بود تا دوباره خود نمایی کند بنابراین تمام ارتش خود را از جینگژو خارج کرد (بر خلاف دستور لیو بی و ژوگه لیانگ) و به فانچنگ حمله کرد. او ابتدا توانست فانچنگ را اشغال کند ولی از طرف وو و وی به او حمله شد و جینگژو سقوط کرد سپس ارتش متحد سان و سائو سائو، گوان را در فانچنگ شکست داد و گوان یو عقب‌نشینی کرد. بعد از اشغال جینگ ژو توسط پادشاهی وو (فرماندهی سپاه وو را لومنگ برعهده داشت) گوان یو تمام نیروهای خود را در این جنگ از دست داده و مجبور به خودکشی شد. بعد از مرگ وی سر او با بدنی چوبی توسط سائو سائو و با احترام در لوئویانگ به خاک سپرده شد. بعد از تسلط لیو بی به چنگ دو وی به عنوان ژنرال اصلی لیوبی به عنوان یکی از پنج ژنرال ببر در کنار شانگ فی، جائو یون، هوان ژونگ و ماچائو معرفی شد. وی سه پسر به اسامی گوان پینگ و گوان زینگ و گوان زو داشت. وی سمبول وفاداری و شجاعت بود؛ و بعد از مرگ به عنوان یکی از خدایان پرستیده شد.